# William Hogarth
William Hogarth (Londra, 10 novembre 1697 – Londra, 26 ottobre 1764) è stato un pittore, incisore e autore di stampe satiriche inglese.

## Biografia
Era il figlio di Richard Hogarth, insegnante di latino e scrittore poco abbiente, e di Anne Gibbons.
Il pittore venne chiamato William in onore del re Guglielmo III. Allievo, dal 1718 al 1720, dell'incisore di stemmi in argento Ellis Gamble, da cui apprese il modo di disporre una decorazione ricca e complessa entro una piccola superficie, resosi indipendente eseguì soprattutto cartelli e insegne di negozi, di carattere popolare.

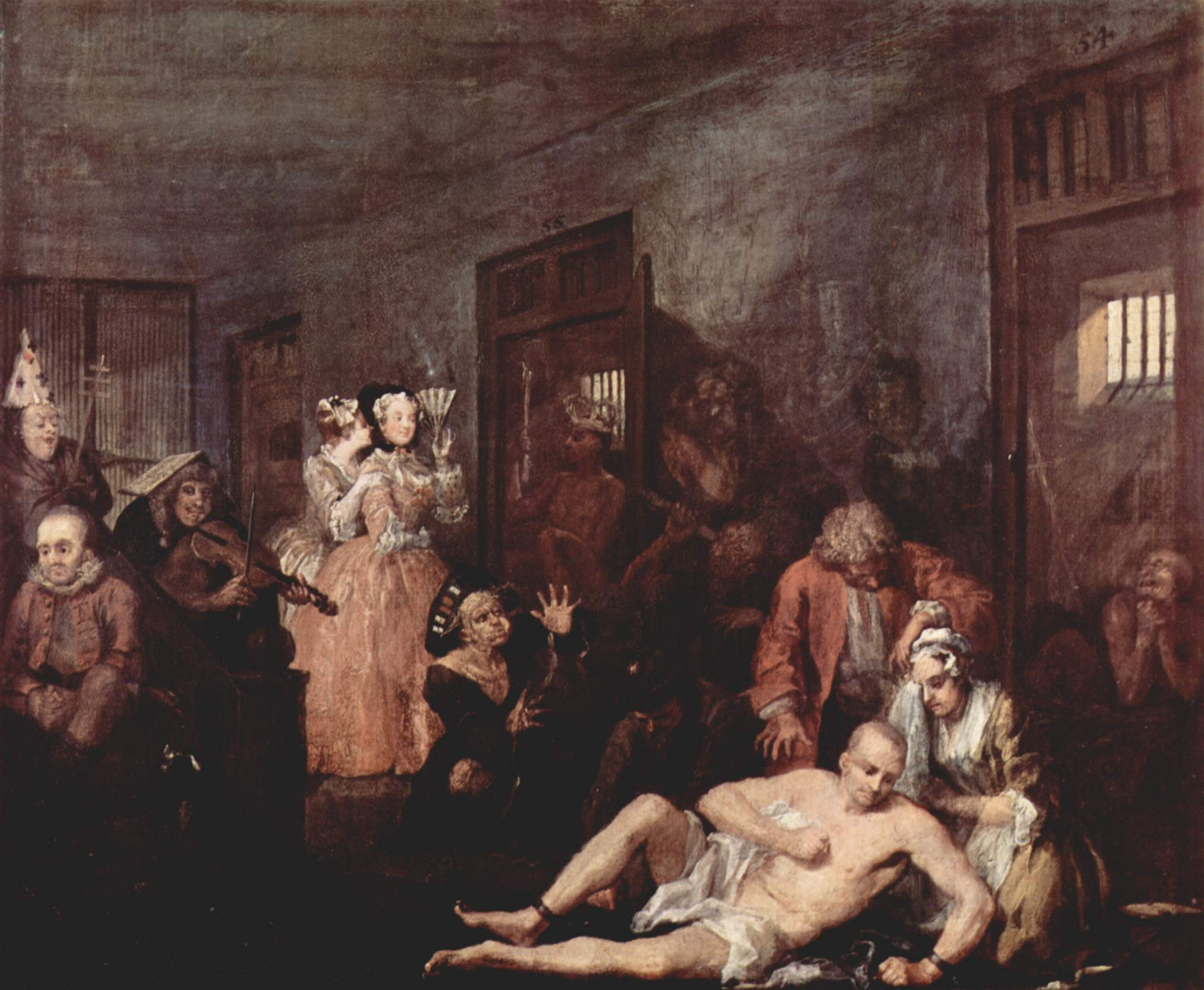
Il manicomio di Bedlam (dalla serie Carriera del libertino), 1733, Londra, John Soane's Museum

Dedicatosi quasi esclusivamente ad incisioni satiriche su temi d'attualità, che hanno per oggetto la società londinese, iniziò a realizzare ritratti satirici degli eventi della vita del teatro, pubblicando nel 1724 le incisione Mascherate e opere, e le illustrazioni per il Paradiso perduto di John Milton. Nel 1728 eseguì una tela con una scena dell'opera teatrale The Beggar's Opera di John Gay, tra le varie versioni, una è conservata alla Tate Gallery di Londra, raffigurandovi gli attori e alcuni spettatori aristocratici.
Nel 1729, sposò la figlia del celebre pittore James Thornhill, dipingendo nello stesso anno il Ritratto di Enrico VIII e Anna Bolena, perduto, per i giardini di Vauxhall. Tra il 1729 e il 1733 lavora soprattutto come ritrattista per una clientela di ceto elevato. A questo periodo risalgono i primi lavori sul tipo dei conversation pieces, scene di conversazione, ovvero ritratti di gruppo alieni da ogni pretesa di ufficialità, che partendo da uno spunto aneddotico di vita privata, assurgono grazie ad un'attenta analisi psicologica a vera e propria pittura d'ambiente e di costume, di questi sono: le Nozze di Stephen Bechingham e Mary Cox, 1729, New York; la Famiglia Wollaston, 1730, Leicester; la Famiglia Fountaine, Filadelfia; la Pesca, Londra, Dulwich College; Ricevimento a Wanstead House, 1730, Filadelfia; la Recita dell'«imperatore delle Indie», 1731, in collezione privata.
All'inizio degli anni '30 il pittore eseguì le sue prime serie di dipinti, definiti da lui stesso «soggetti morali moderni», in cui ciascuna serie viene dedicata a un singolo personaggio, del quale analizza, in diversi episodi, l'ascesa e il declino. Nella serie con la Carriera di una prostituta del 1732, sei dipinti perduti e relative incisioni, descrive le vicende di un'ingenua contadinotta irretita dalla città e nella Carriera di un libertino, in otto dipinti, realizzati nel 1732-33 e conservati al John Soane's Museum di Londra, incisi nel 1735, in cui è colta la progressiva corruzione e conseguente caduta di un giovane alla moda, ha il suo epilogo nel quadro con la morte del giovane nel manicomio di Bedlam, in cui a piangere la morte di quest'ultimo semi nudo sulla destra è solo la ragazza sedotta in gioventù, tra l'indifferenza e i lazzi degli altri ricoverati, mentre le due dame fanno riferimento al passato del giovane. Grazie al successo finanziario delle «carriere», poté passare agevolmente a composizioni di genere storico, realizzando il Buon Samaritano e lo Stagno di Bethesda per il Saint Bartholomew's Hospital. Del 1736 è la serie Quattro momenti del giorno, è il titolo di una serie di dipinti che riprende quella di quattro incisioni pubblicate nel 1738. Sia i dipinti che le incisioni ritraggono scene di vita quotidiana nelle strade di Londra. Del 1737 è la serie Una giornata a Londra, in quattro dipinti e ora in collezione privata.
Del 1740 è il Ritratto del Capitano Coram, conservato al Foundling Hospital di Londra, in cui viene ritratto un borghese, con tutti gli attributi della prosperità, di questo periodo sono anche i ritratti: i Fanciulli Graham, 1742, Londra, Tate Gallery; Mary Edwards, 1742, New York, Collezione Frick; Il vescovo Hoadly, 1743; Mrs Salter, 1744, l’Autoritratto col cane, 1745, questi ultimi tre tutti alla Tate Gallery di Londra.

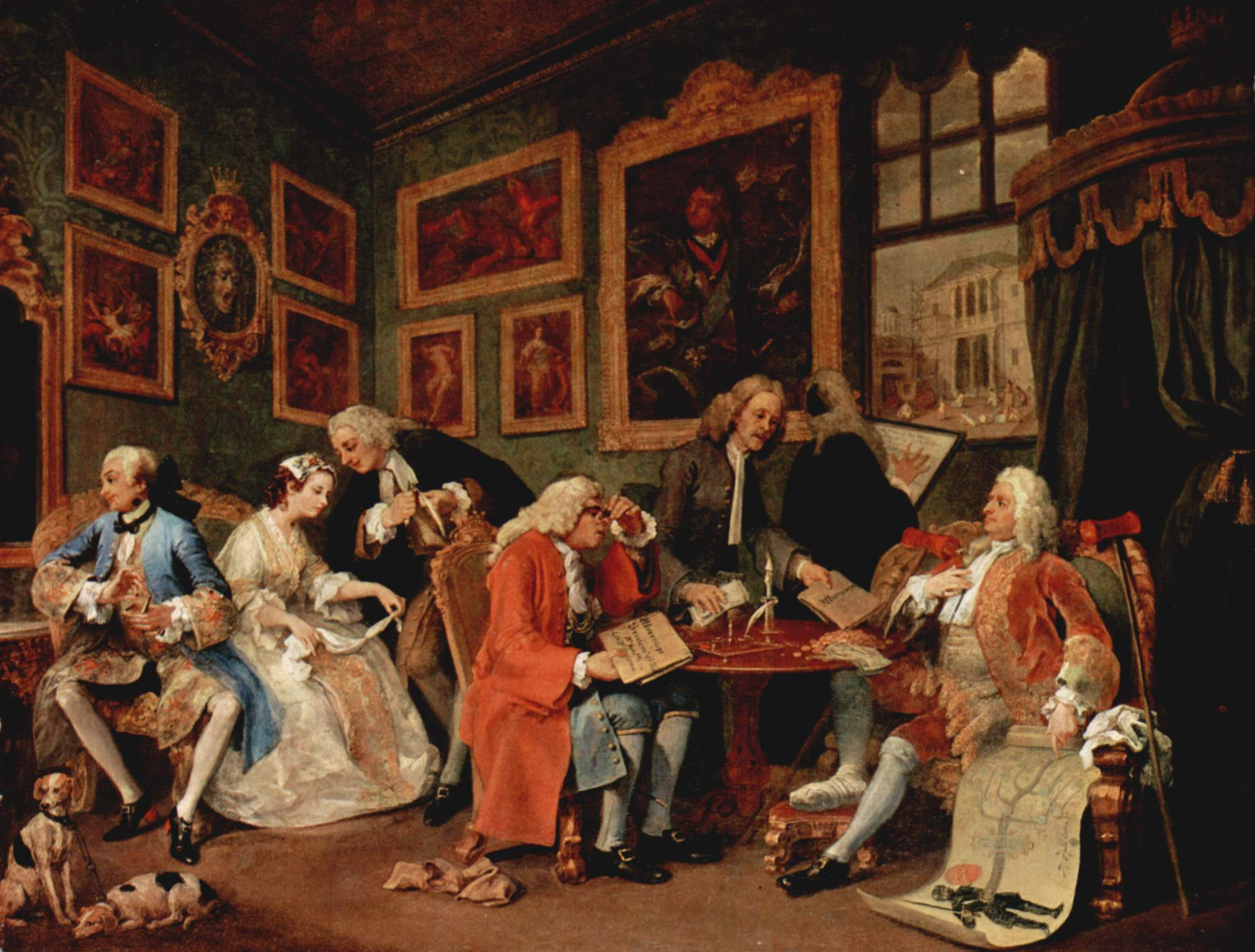
Il contratto (dal ciclo Matrimonio alla moda), 1744, Londra, National Gallery.

Del 1744 è la serie il Matrimonio alla moda, in sei dipinti conservati alla National Gallery di Londra, e altrettante incisioni: il ciclo ruota attorno a un matrimonio combinato da un nobile decaduto e da un ricco mercante, che non esita a sacrificare la figlia per i suoi interessi di ascesa sociale, nella tela con Il contratto, sulla destra è il nobile gottoso, che mostra l'albero genealogico e riceve la dote, mentre il mercante esamina minuziosamente il contratto matrimoniale, sulla sinistra i due giovani ostentatamente indifferenti. Del 1746 è la Marcia su Finchley, Londra, Foundling Hospital e Garrick nella parte di Riccardo III, conservato a Liverpool e rappresentante il celebre attore in scena. Nel 1748 realizzò Alla porta di Calais, ora alla Tate Gallery e le incisioni Il lavoro e la pigrizia.
Nel 1753 pubblicò il trattato di estetica, The Analysis of Beauty, in cui si schiera su posizioni anti-accademiche considerando tra l'altro la «linea serpentinata» l'elemento primordiale del bello ideale.
Nel 1754 dipinse una serie sulle Elezioni, in quattro dipinti, conservati al John Soane's Museum e realizzando nel 1756 un trittico dipinto per Saint Mary Redcliffe a Bristol con l’Ascensione, le Tre Marie al sepolcro e la Chiusura del sepolcro. Del 1760 fu il quadro storico Sigismondo, ora alla Tate Gallery, considerato, all'epoca, un fallimento.
Fu membro della Massoneria e tra i proponenti della Legge sul diritto d'autore delle incisioni.

## Genere pittorico
È lo stesso artista a rivelarci le fonti da cui attinge per le sue opere, ovvero il teatro e la contemporanea letteratura inglese:
Ho voluto comporre pitture su tela simili a rappresentazioni sulle scene; e spero che vengano giudicate con lo stesso criterio; ho cercato di trattare il mio soggetto come autore drammatico; il mio quadro è il mio palcoscenico, e attori sono uomini e donne che per mezzo di atti e gesti figurano una pantomima.
Hogarth si inserisce in un contesto culturale in cui con l'affermazione della borghesia e dei valori sociali di buon senso e rispettabilità, gli artisti inseriscono nei loro quadri una morale concreta e facilmente identificabile, unita al gusto del racconto e ad un'analisi attenta degli aspetti reali e quotidiani.

## Opere
- Prima e Dopo, 1730-1731, Londra, Tate Gallery (prima versione); Los Angeles, J. Paul Getty Museum (seconda versione)
- La carriera di un libertino (Hogarth), 1732-1733, Londra, Sir John Soane's Museum
- Il poeta angosciato, 1736, Birmingham, Birmingham Museum & Art Gallery
- The Company of Undertakers, 1736, Londra, National Portrait Gallery, Londra
- Quattro momenti del giorno, 1738
- La ragazza dei gamberetti, 1740-1745 circa, Londra, National Gallery
- Bambini Graham, 1742, Londra, National Gallery
- Matrimonio à-la-mode: Accordo, 1743 circa, Londra, National Gallery
- Matrimonio à-la-mode: Il bagno, 1743 circa, Londra, National Gallery
- Matrimonio à-la-mode: La morte della signora, 1743 circa, Londra, National Gallery
- Matrimonio à-la-mode: La toeletta, 1743 circa, Londra, National Gallery
- Matrimonio à-la-mode: L'ispezion, 1743 circa, Londra, National Gallery
- Matrimonio à-la-mode: Tête à tête, 1743 circa, Londra, National Gallery
- I quattro stadi della crudeltà, 1751
- Il banchetto elettorale, 1754, Londra, John Soane Museum

### Libri
- L'analisi della bellezza, 1753.

## Citazioni letterarie
Il pittore viene citato più volte dallo scrittore inglese Laurence Sterne nel suo colossale e famoso romanzo Vita e opinioni di Tristram Shandy, gentiluomo, in cui si menziona ed elogia l'opera L'analisi della bellezza (Milano, Arnoldo Mondadori Editore, 1992, vol. II, cap. IX, pag. 103). Hogarth restituì la cortesia a Sterne, facendogli dono di un disegno di una scena di lettura di un sermone (Ibid. cap. X, vol. II), che apparve poi come frontespizio alla seconda edizione del Tristram Shandi (Milano, Arnoldo Mondadori Editore, 1992, Nota al vol. II, cap. IX, pag. 652). Nello stesso romanzo, Laurence Sterne cita anche la cosiddetta "linea della bellezza", quella linea serpentina, trattata da Hogarth e che, nella descrizione, attraversa la postura perfettamente inclinata del Caporale Trim, in piedi e pronto a leggere alcune pagine di libro (Ibid., vol.II, cap. XVII, pag. 119).